# 波德戈连斯基
波德戈连斯基（羅馬化：Podgorenskiy）是俄罗斯沃罗涅日州的市级镇、波德戈连斯基区行政中心，位于顿河流域内苏哈亚罗索希河（Сухая Россошь）畔，在州府沃罗涅日南偏东方。
该地2021年人口有5,569人；2010年人口6,136；2002年人口6,745；1989年人口7,083。